# Reco do Bandolim
Henrique Lima Santos Filho, o Reco do Bandolim (Salvador, 24 de julho de 1954)  é bandolinista, compositor, jornalista, radialista e produtor cultural brasileiro.
Fundou em 1997 a Escola Brasileira de Choro Raphael Rabello, a primeira no gênero em todo o país, hoje com 630 alunos. Preside também o Clube do Choro de Brasília, projeto mais duradouro e um dos mais bem sucedidos de música instrumental já realizado no Brasil, com 1.500 shows realizados nos últimos 14 anos por 800 artistas do país inteiro e assistidos por um público total de 400 mil pessoas.

## Biografia
Reco do Bandolim  teve seu interesse despertado pela música ainda garoto, aos 14 anos de idade, quando já havia migrado para Brasília. Como músico, é conhecido pelo virtuosismo e versatilidade (forjados a partir de pesquisas e releituras em torno dos grandes cultores do choro. Há 30 anos criou o grupo Choro Livre, um dos mais conceituados e atuantes do gênero no cenário nacional e internacional. Com três discos gravados, o Choro Livre nasceu da convivência harmônica e fraterna no ambiente musical do Clube do Choro de Brasília, fundado na capital da república em 1977, e que se tornou parâmetro para instituições similares no Brasil e no exterior.
Antes de dedicar-se ao choro, participou como guitarrista do grupo de rock Carência Afetiva. Foi no início da década de 1970, época dos grandes festivais de música pop e de manifestações da juventude pela paz, meio ambiente e liberação de costumes.
Reco do Bandolim era conhecido no meio musical brasiliense pelo apelido de "Jimmi Reco", numa referência bem-humorada ao famoso guitarrista Jimi Hendrix. A predileção pelo rock e pela guitarra, que se estendia a toda uma geração brasileira de jovens nos anos 70, decorreu de uma verdadeira invasão de música estrangeira nos meios de comunicação do país. Os grandes autores nacionais, entre eles Pixinguinha e Jacob do Bandolim, não tinham acesso à mídia, rádio ou televisão, de resto submetida a uma forte censura. E a juventude daquela época se viu praticamente privada do contato com a cultura brasileira.
A explosão do grupo Novos Baianos no cenário musical no correr dos anos 70, preenchendo o hiato deixado pelo exílio de Gilberto Gil, Caetano Veloso e Chico Buarque, entre outros, significou o resgate de uma parcela significativa da juventude brasileira para o que havia de mais genuíno no cancioneiro nacional. Utilizando a mesma guitarra elétrica que embalava a juventude em solos de Jimi Hendrix, Alvin Lee ou Johnny Winter, Pepeu Gomes eletrificou o samba e arrebatou os brasileirinhos com um repertório que ia de Assis Valente a Jacob do Bandolim, de Vinicius de Moraes a Waldir Azevedo.
Perplexo por desconhecer autores tão próximos de sua realidade, mas feliz por ingressar em um novo mundo musical, Reco do Bandolim assistiu a uma apresentação de Moraes Moreira e Armandinho Macedo no Instituto Cultural Brasil-Alemanha (ICBA), em Salvador. Ali experimentou uma espécie de transe ao ouvir, com apenas 20 anos de idade, o choro Noites cariocas, de Jacob do bandolim.
A partir de então, Reco do Bandolim interessou-se de fato pelo choro, através da música de Armandinho Macedo, guitarrista e bandolinista baiano que imprimia ao gênero centenário uma linguagem atrevida, contemporânea. Paralelamente, em 1980, criou em Brasília o Trio Elétrico Massa Real, uma iniciativa pioneira e bem sucedida, que trouxe para as avenidas do planalto central o mesmo ambiente festivo que iluminava as ruas de Salvador, potencializando a alegria dos foliões candangos. O Massa Real teve em seu cast a cantora Cássia Eller, estreando na carreira profissional, e em sua apresentação de estreia contou com a participação muito especial do criador do trio elétrico, Osmar Macedo.
Reco do Bandolim hoje avalia que tanto a guitarra do Carência Afetiva quanto a guitarra baiana do Trio Elétrico Massa Real foram importantes para lhe mostrar horizontes e limites. Mas foi o bandolim que lhe deu régua e compasso e permitiu delimitar seu verdadeiro espaço musical, pacificando seu espírito inquieto e enfatizando sua paixão pelos valores do país em que nasceu.
Em Brasília, buscou os meios para aprofundar o contato com o gênero. Mas não havia escolas de choro ou quem pudesse lhe orientar, ensinar, contar a história, falar a respeito dos geniais criadores Pixinguinha, Jacob, Nazareth, Radamés. A falta de um espaço oficial para estudo e pesquisa do choro, absolutamente desconhecido e ao mesmo tempo tão próximo, introjetou no espírito de Reco a necessidade de reconhecer-se através da música.

### Trabalho à frente do Clube do Choro de Brasília
Em 1993 foi eleito presidente do Clube do Choro de Brasília e passou a estruturar um projeto de pesquisa e revitalização do gênero. São muitos de gestão, à frente de um projeto musical produzindo quatro espetáculos semanais, além de oficinas e masterclasses com alguns dos mais prestigiados instrumentistas brasileiros e estrangeiros, sempre abordando o choro e seu autores.
O êxito do projeto atraiu a atenção de patrocinadores (Banco do Brasil, Correios, Petrobras e Eletrobras) e veículos de comunicação, entre eles a Empresa Brasil de Comunicação (EBC), a TV Senado e a TV Câmara, que passaram a gravar e transmitir para o Brasil, Mercosul e países de língua portuguesa a programação anual do Clube do Choro, dando nova dimensão ao trabalho.
Ao constatar que 95% das instituições de ensino superior brasileiras inexplicavelmente excluem de suas grades o ensino da música brasileira, Reco do Bandolim procurou contato com a Universidade de Brasília para propor um acordo de cooperação científico e tecnológico, no sentido de criar um centro de referência e um curso superior de choro. O acordo foi assinado em 2008.
Em 1994 juntou-se aos jornalistas Ruy Fabiano, irmão de Rafael Rabello, e Carlos Henrique, seu irmão, para debruçar-se na elaboração de um projeto de criação da primeira Escola Brasileira de Choro. Depois de enfrentar quatro anos de resistência do Ministério da Cultura,  inicialmente desfavorável à iniciativa, comemorou a aprovação do projeto por unanimidade, inclusive junto à câmara distrital. Estava fundada a Escola Brasileira de Choro Raphael Rabello, hoje com 22 professores e mais de 600 alunos.

### Nova sede
Em 2006, o arquiteto Oscar Niemeyer convidou Reco do Bandolim para uma visita ao seu escritório, no Rio de Janeiro. Demonstrando entusiasmo com os projetos do clube, cuja programação vinha acompanhando pela tevê, ele revelou conhecimento da vida e obra de Villa Lobos, Radamés Gnattali, Pixinguinha, Ary Barroso, Garoto, e por aí a fora. Um ano depois, em novo encontro, Reco do Bandolim recebeu de presente das mãos de Niemeyer um projeto arquitetônico reunindo no mesmo espaço o clube, a escola de choro e um centro de referência e memória do choro.
Construído pelo governo do Distrito Federal, o Espaço Cultural do Choro teve sua obra física concluída no segundo semestre de 2010. Reco do Bandolim já recebeu as chaves do imóvel da Secretaria de Cultura do DF e a inauguração, com pompa e circunstância, está prevista ainda para este ano.

## Carreira internacional
A convite de organismos internacionais e com o apoio do Itamaraty e Embratur, Reco do Bandolim realizou seguidas viagens ao exterior, para levar o choro ao conhecimento de plateias estrangeiras, através de palestras e espetáculos. Já visitou Espanha, Portugal, Áustria, República Tcheca, Estados Unidos, Canadá, Emirados Árabes, Tunísia, Argentina, Uruguai e Peru.

## Premiações
Em reconhecimento ao seu trabalho, o Clube do Choro de Brasília foi elevado em 2007 à condição de Patrimônio Imaterial de Brasília. No mesmo ano, Reco do Bandolim recebeu das mãos do presidente da república o mais importante prêmio da cultura brasileira, a medalha de Honra ao Mérito Cultural. Foi ainda distinguido com os títulos de comendador, pelo governo do Distrito Federal, e cidadão honorário de Brasília, por votação unânime da câmara distrital do DF.
Em dezembro de 2022, foi condecorado com a Ordem de Rio Branco, no grau de Cavaleiro.

## Composições
- Moleque Ronaldinho - Reco do Bandolim e Augusto Contreiras
- Siri com Toddy - Reco do Bandolim e Alfredo Paixão
- Um licor para o réu - Reco do Bandolim e Augusto Contreiras

## Discografia
- Reco do Bandolim & Choro Livre (1999, pela gravadora Kuarup)